# Melissa Belote
Melissa Louise Belote, née le 16 octobre 1956 à Washington (district de Columbia), est une ancienne nageuse américaine spécialiste des épreuves de dos crawlé.
Elle a obtenu trois couronnes olympiques lors des Jeux olympiques de 1972 ainsi qu'un titre mondial lors de la première édition des championnats du monde de natation.

## Biographie
Âgée de 15 ans, Melissa Belote obtient sa qualification olympique lors des sélections américaines de 1972. Elle participe ainsi aux épreuves de dos crawlé à l'occasion des Jeux olympiques de 1972 organisés à Munich. Après avoir battu une première fois le record du 200 m dos en demi-finale olympique, l'Américaine récidive lors de la finale pour conquérir la médaille d'or. Elle s'impose devant sa compatriote et ancienne détentrice de la meilleure marque mondiale, Susan Atwood. Sur 100 m dos, Melissa Belote enlève la victoire devant la Hongroise Andrea Gyarmati avant d'obtenir une troisième médaille d'or au sein du relais 4 × 100 m 4 nages américain (en compagnie de Catherine Carr, Deena Deardurff et Sandra Neilson).
L'année suivante, la nageuse remporte trois médailles dont une en or lors des premiers championnats du monde de natation à Belgrade. Dépassée au niveau des performances, notamment par les nageuses est-allemandes, elle doit se contenter d'une place d'honneur lors de sa seconde participation aux J.O. en 1976 à Montréal. Elle arrête finalement sa carrière en 1979.
En 1983, l'ancienne nageuse est nommée au sein de l'International Swimming Hall of Fame, un musée sportif distinguant les personnalités les plus importantes de l'histoire de la natation.

## Palmarès

### Jeux olympiques
- Jeux olympiques de 1972 à Munich (Allemagne de l'Ouest) :
  -  Médaille d'or de l'épreuve du 100 m dos (1 min 5 s 78 - record olympique).
  -  Médaille d'or de l'épreuve du 200 m dos (2 min 19 s 19 - record du monde).
  -  Médaille d'or avec le relais 4 × 100 m 4 nages (4 min 20 s 75 - record du monde).

- Jeux olympiques de 1976 à Montréal (Canada) :
  - 5e de l'épreuve du 200 m dos (2 min 17 s 27).

### Championnats du monde
- Championnats du monde 1973 à Belgrade (Yougoslavie) :
  -  Médaille d'or de l'épreuve du 200 m dos (2 min 20 s 52 lors de la finale).
  -  Médaille d'argent de l'épreuve du 100 m dos (1 min 6 s 11).
  -  Médaille d'argent avec le relais 4 × 100 m 4 nages américain (4 min 25 s 80).

## Records
Melissa Belote a battu à trois reprises le record du monde du 200 m dos en 1972. L'Est-allemande Birgit Treiber, seulement âgée de 14 ans, améliore le record de l'Américaine en 1974. Belote porte son record personnel à 2 min 17 s 27 en 1976 lors de la finale olympique. La nageuse a également battu un record mondial avec le relais américain 4 × 100 m 4 nages lors des Jeux de Munich.